# Monte Porzio Catone
Monte Porzio Catone település Olaszországban, Lazio régióban, Róma megyében. Lakosainak száma 8581 fő (2023. január 1.). Monte Porzio Catone Frascati, Monte Compatri, Róma, Grottaferrata, Rocca Priora és Colonna községekkel határos.

## Népesség
A település lakossága az elmúlt években az alábbi módon változott:
| Lakosok száma | 8631 | 8718 | 8581 |
|               | 2017 | 2018 | 2023 |